# Prieuré du Val-des-Écoliers
L'ancienne   chapelle du Val-des-Écoliers de Laon, dans le département français de l'Aisne, date des XVe – XVIIe siècles.

## Histoire
Au 40 de la rue Vinchon, anciennement rue du Val-des-Écoliers, se trouvait depuis le VIIe siècle un asile pour les écoliers pauvres de la ville. Il fut fondé par l'archidiacre Ithar. En ce temps l'enseignement se faisait en l'école de Laon, qui jouissait d'une grande renommée et attirait des écoliers de toute l'Europe. L'évêque de Maulny chassa les écoliers du lieu sous prétexte qu'ils faisaient du désordre et les remplaça par des Augustins. Ces Augustins étaient chapelains du Palais royal, prêchaient en la cathédrale.
Au début du XVIIIe siècle, il ne restait qu'un Augustin et des Minimes furent appelés pour les remplacer. Lors de la Révolution française, le bien est confisqué et vendu comme bien national au citoyen Duchange.
Le bâtiment ayant brulé en 1648, il fut rebâti avec sa porte en arc à accolade. Les deux portes donnant sur rue, l'ancienne chapelle et les trois lucarnes sont inscrites à l'inventaire des monuments historiques par arrêté du 15 juillet 1927.

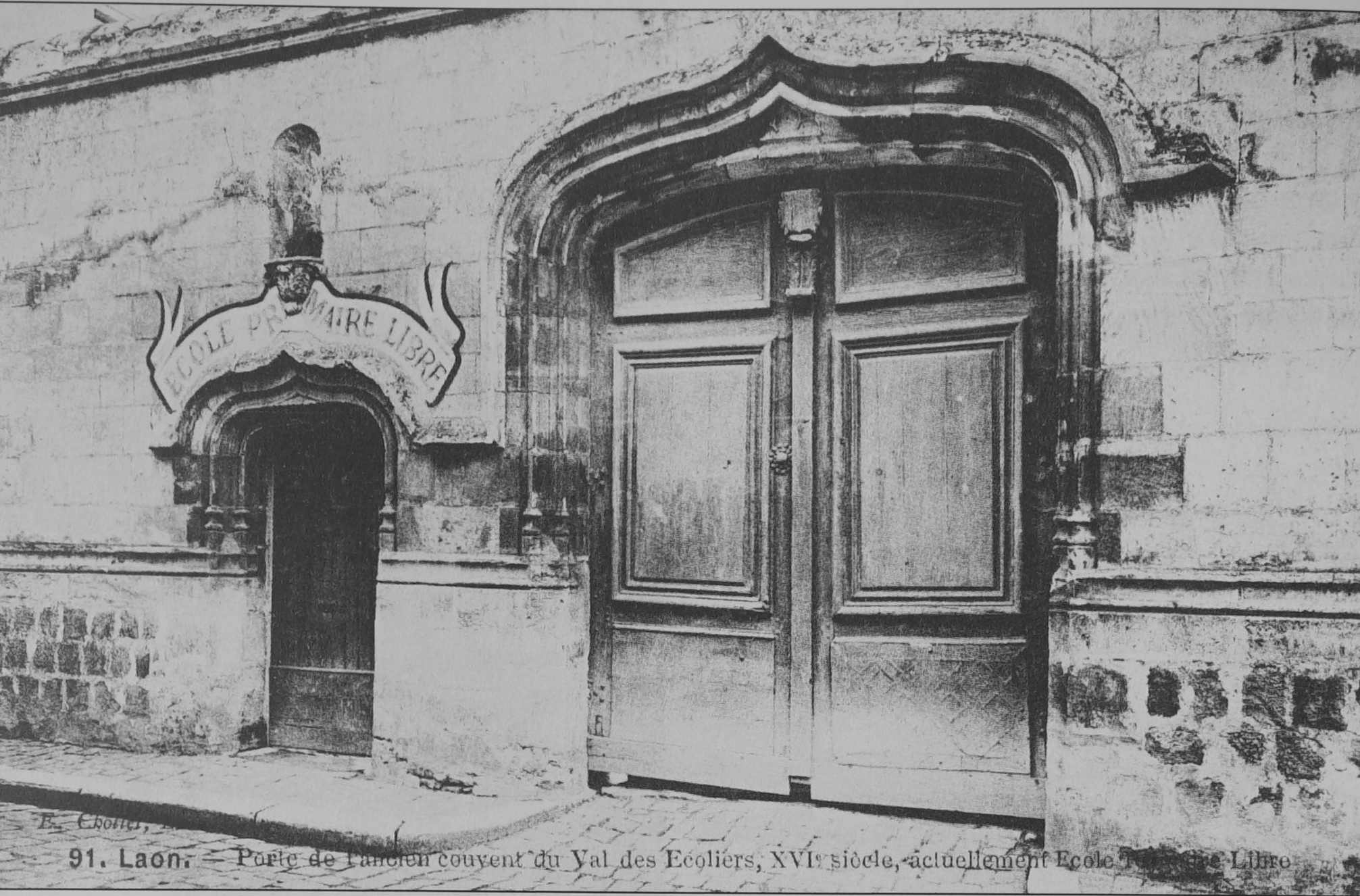
Carte postale de l'entrée.